# Nikolaï Kovaliov
Nikolaï Dmitrievitch Kovaliov (russe : Николай Дмитриевич Ковалёв), né le 6 août 1949 à Moscou et mort le 5 avril 2019 à Moscou, est un homme politique russe membre de la Douma d'État, où il a présidé le Comité des anciens combattants de la Douma.
Kovalyov est directeur du FSB de juillet 1996 à juillet 1998, date à laquelle il est remplacé par Vladimir Poutine.

## Biographie
Nikolaï Kovalyov rejoint le KGB en 1974 . Il est nommé général d'armée en 1997. En 1999, il est élu député à la Douma d'État de la fédération de Russie.
Il déclare en 1996 : « Il n'y a jamais eu autant d'espions arrêtés par nous depuis l'époque où des agents allemands ont été envoyés pendant les années de la Seconde Guerre mondiale » . Il émet également l'hypothèse publique que Boris Berezovsky pourrait être impliqué dans la mort d'Alexandre Litvinenko.
Au cours de la controverse du soldat de bronze en 2007, Kovalyov mène une mission d'enquête en Estonie, où les autorités déplaçaient un mémorial de la Seconde Guerre mondiale, y compris un soldat de bronze de deux mètres de haut en uniforme soviétique. Avant de quitter Moscou, Kovalyov demande au gouvernement estonien de se retirer. La visite de deux jours de la délégation russe d'enquête, initialement mise en place pour désamorcer un différend diplomatique sur la statue du soldat de bronze, n'a fait qu'aggraver la querelle, le ministre estonien des Affaires étrangères et d'autres responsables gouvernementaux refusant de rencontrer la délégation de Kovalyov,.

## Honneurs et récompenses
- Ordre du Mérite pour la Patrie ;
  - 3e (20 avril 2006) pour sa contribution exceptionnelle à l'élaboration des lois et au travail diligent à long terme
  - 4e classe
- Ordre du mérite militaire [8]
- Ordre de l'Etoile Rouge
- Médaille du Mérite pour la perpétuation de la mémoire des défenseurs déchus de la Patrie (Ministère russe de la Défense, 2008) pour sa grande contribution personnelle à la commémoration des défenseurs déchus de la Patrie, à l'établissement des noms des morts et au sort des disparus militaires, faisant preuve de hautes qualités morales et commerciales, de diligence et d'initiative intelligente, pour aider à la tâche de perpétuer la mémoire des défenseurs déchus de la Patrie
- Diplôme du président de la fédération de Russie (9 janvier 2010) pour les services dans les activités législatives et le développement du parlementarisme russe